# Ches Smith
Ches Smith je americký hudebník, hráč na bicí a vibrafon. Narodil se v San Diegu a vyrůstal v oblasti Sacramenta. Jako teenager byl členem různých metalových, punkových, ale také jazzových kapel. Studoval filozofii na Oregonské univerzitě. Později doprovázel například skupinu Mr. Bungle. Rovněž působí v kapele Ceramic Dog kytaristy Marca Ribota. Během své kariéry hrál s mnoha dalšími hudebníky, mezi něž patří například Dave Holland, Tim Berne, Lou Harrison a Fred Frith. Také vydal několik vlastních alb.

## Diskografie (výběr)
- Voices in the Wilderness (John Zorn, 2003)
- I'm Gonna Stop Killing (Carla Bozulich, 2004)
- Xaphan: Book of Angels Volume 9 (Secret Chiefs 3, 2008)
- Blarvuster (Matthew Welch, 2010)
- The Bowls Project (Charming Hostess, 2010)
- Almost Truths and Open Deceptions (Annie Gosfield, 2012)
- neXus: Cascadia (Timba Harris, 2012)
- Your Turn (Marc Ribot's Ceramic Dog, 2013)
- The Painted Bird (John Zorn, 2016)
- The Urmuz Epigrams (John Zorn, 2018)
- In a Convex Mirror (John Zorn, 2018)
- Cheol-Kkot-Sae (Steel.Flower.Bird) (Okkyung Lee, 2018)
- Uncharted Territories (Dave Holland, 2018)
- YRU Still Here? (Marc Ribot's Ceramic Dog, 2018)